# ناحية سنجار
ناحية سنجار إحدى نواحي سوريا تتبع إداريّاً لمحافظة إدلب منطقة معرة النعمان ومركزها بلدة سنجار، بلغ تعداد سكان الناحية 33,721 نسمة حسب التعداد السكاني لعام 2004. طبعاً مع القرى والمزارع التابعة لمركز ناحية سنجار. 
يمر من هذه المنطقة سكة حديد الحجاز التي من أهم خطوط السكك الحديدية في سوريا والوطن العربي ويوجد في مركز الناحية محطة قطار للركاب ونقل النفظ والبضائع  اضافة إلى وجود صومعة تخزين حبوب من أهم وأكبر الصوامع في الجمهورية العربية السورية 
تشتهر المنطقة بتربية المواشي والزراعة والمياه الجوفية والأحجار الكلسية وتعد ناحية سنجار السلة الغذائية لمحافظة إدلب خصوصاً في زراعة البقوليات والقمح والشعير لكون المنطقة أرض خصبة

## بلدات وقرى ناحية سنجار
أبو شرجي، أبو العليج، باشكون، كراتين الكبير، البرج، برنان، الدريبية، الدوادية، لويبدة شرقية، اعجاز، فحيل جلاس، فروان، غزيلة، حلبان، حوا، الحيصة، الجابرية، الجهمان، جب القصب، كفريا المعرة، كرسنتي، خيرية، خوين الشعر، خيارة، كراتين صغير، خيرية صغيرة، مغارة ميرزا، المكسر، مردغانة (برتقالة)، المريجب، مريجب المشهد، المتوسطة، نباز، لويبدة شمالية، العوجة، قصر الأبيض، قطرة، ربيعة برنان، ربيعة موسى، رسم العبد، سنجار، صريع، الصيادي، صراع، الشعرة (شعرة العجائز)، الشيخ بركة، أم مويلات جنوبية، الصقيعة، تل دم، تل العوجة، تل حلاوة، تلعمارة، ثليجة، أم صهريج، أم تيني، سرجة غربية، سرجة شرقية،الطرق ، رملة ،الريع ،الحمدانية ،الفرجة ، مزرعة حوا ، 